# أبو طيلون عملاق
أبو طيلون العملاق (باللاتينية: Abutilon giganteum) نوع نباتي ينتمي إلى جنس أبو طيلون من الفصيلة الخبازية.

## الموئل والانتشار
موطن أبو طيلون العملاق هو المناطق الاستوائية في أمريكا الوسطى وشمال الجنوبية.